# Heuerlingswesen
Heuerlingswesen (auch Häuslingswesen) bezeichnet eine in Westfalen und in Nordwestdeutschland vom 17. Jahrhundert bis in die erste Hälfte des 20. Jahrhunderts häufige, zeitweise und mancherorts bestimmende Ausprägung der Agrarverfassung samt deren sozial-, wirtschafts- und siedlungsgeschichtlichen Voraussetzungen und Folgen. Die rechtliche Grundlage waren Verträge zwischen Bauern und landlosen Heuerlingen oder auch Heuerleuten, die dem Bauern günstige Hand- und Spanndienste sowie Zahlungen in Form von Geld und Naturalien und den Heuerleuten im Austausch ein Dach über dem Kopf und ein Stück Ackerland verschafften. Diese Verträge waren z. T. jährlich kündbar. Die Betriebsfläche der Heuerstellen lag typischerweise in Form von Kämpen um den Hof. Heuerlinge waren keine vollberechtigten Mitglieder der Bauernschaft. Sie besaßen kein Stimmrecht, brauchten keine Kirchenbeiträge zu bezahlen, mussten aber für das Totengeläut eine Gebühr entrichten. Das sprachliche „Erbe“ dieses Wesens findet sich bis heute in der Redewendung „jemanden anheuern“ mit der Bedeutung einer zeitlich und aufgabenbefristeten Anstellung von Personen zur Tätigkeitsbewältigung.

## Geschichte
Das Heuerlingswesen breitete sich in Westfalen und in Nordwestdeutschland seit dem Ende des 16. Jahrhunderts und vor allem in der zweiten Hälfte des 17. Jahrhunderts aus. Auf Hofstellen, die u. a. infolge des Dreißigjährigen Krieges wüst geworden waren, wurde – zunächst in leerstehenden Spiekern, Backhäusern und anderen Nebengebäuden – eine neue soziale Schicht (neues Rechtsverhältnis) „angesetzt“: die Heuerlinge. Sie waren weder vollwertige Bauern noch deren auf dem Hof lebende Knechte, sondern ländliche Mieter. In der Grafschaft Ravensberg machten Heuerlingsfamilien um 1770 bereits zwei Drittel der gesamten Bevölkerung aus.
Zur Abgeltung ihres Wohnrechtes und der Nutzung ihrer kleinen, vom Bauern gepachteten Ackerflächen waren die Heuerleute – oft auf Abruf, gegen Lohn – verpflichtet, „ihrem Bauern“ zur Hand zu gehen, insbesondere in der Erntezeit. Die eigene kleine Landwirtschaft reichte fast nie aus, um Futter für das Vieh der kinderreichen Heuerlingsfamilien ohne Zukauf zu sichern. Für viele Heuerleute und deren Kinder war es ein Leben am Rande der Existenz während des Aufkommens der Industrialisierung und der Bevölkerungsexplosion.
Seit Ende des 17. Jahrhunderts waren die Männer aus den Heuerlingsfamilien im Münsterland, im Emsland, im Oldenburger Münsterland und im Osnabrücker Land in freier Zeit oft Saisonarbeiter, sogenannte Hollandgänger. In Ostwestfalen verdienten sich die Heuerlingsfamilien ein Zubrot durch Heimarbeit als Spinner und Weber im Verlagssystem.
Angehörige von Heuerlingsfamilien machten einen Gutteil der Auswanderer aus, die im 19. Jahrhundert in der Hoffnung auf ein besseres Leben (geschenktes Farmland, Goldrausch etc.) vor allem in den Vereinigten Staaten von Amerika, aber auch in Südbrasilien in großer Zahl ihre westfälische Heimat verließen.
Mit dem Beginn der Weimarer Republik schlossen sich die nordwestdeutschen Heuerleute in Interessenorganisationen zusammen, um ihre soziale Not politisch zu bekämpfen. Für den Osnabrücker Raum entstand der Nordwestdeutsche Heuerlingsverband unter Leitung des späteren SPD-Reichstagsabgeordneten Wilhelm Helling, im Emsland/Grafschaft Bentheim und Teilen des Landkreises Bersenbrück der Verein Christlicher Heuerleute, später Verband Christlicher Heuerleute, Kleinbauern und Pächter unter dem späteren Provinziallandtagsabgeordneten Heinrich Kuhr, in Südoldenburg der Verband Landwirtschaftlicher Kleinbetriebe, gegründet von Anton Themann, der von 1925 bis 1933 für das Zentrum im Oldenburger Landtag saß, nach 1945 für die CDU im Niedersächsischen Landtag.
In Westfalen entstand der zentrumsnahe „Pächter- und Siedlerbund“, der sich in „Westfälischer Pächter- und Kleinbauernbund“ und dann 1927 in Westfälischer Bauernbund umbenannte. 1925 besaß er rund 5000 Mitglieder. Vorsitzender war seit Oktober 1928 der Geistliche Ferdinand Vorholt aus Mecklenbeck bei Münster. Dieses Aufbegehren wurde nach der Machtergreifung durch die Nationalsozialisten mittels zwangsweiser Gleichschaltung und Eingliederung in den sogenannten Reichsnährstand beendet. Mit dem Ende des Zweiten Weltkriegs, dem beginnenden „Wirtschaftswunder“ in den 1950er Jahren und den zunehmend besseren Verdienstmöglichkeiten in Handwerk und Industrie verschwand das Heuerlingswesen fast über Nacht, als die Bauern menschliche Arbeitskraft durch den Einsatz von Maschinen ersetzen.

## Beispiel
Max Weber gibt als Beispiel für Osnabrück an:
- Einen Garten von 1.000–1.500 m²
- 2 ha Acker
- 1/2 - 1 1/2 ha Wiese
- Das Recht auf 1 ha für Hornvieh in der Mark
- Plaggenhieb auf bis zu 2 ha
- 29 Arbeitstage Spannhilfe auf die Familie verteilt (ein Bauer in einem solchen Dienstverhältnis hatte viele Vorteile gegenüber einem pachtenden Bauern gleicher Größe, z. B. nahezu halbe Miete, kostenloses Heizen, Kleidung uva.)
- 2–3 Milch- und Arbeitskühe, in sehr guten Lagen wurde die 3. Kuh durch einen Ochsen oder gar ein Pferd ersetzt
- 1–2 Zuchtsäue, die 2–5 Mastschweine pro Jahr erlaubten (Kälberzucht selten)
- Wenige Schafe
- 10–15 Hühner
- Ein Schlachtrind
- Man arbeitete 47 Wochen/Jahr 7–12 Stunden pro Tag (Jugendliche höchstens 6) in einer Familie bei 1,5 Arbeitskräften
- Futter für das Mastvieh war nicht immer ausreichend vorhanden und musste zugekauft werden
- Man konnte Kapital ansparen und gab den Kindern eine Mitgift von bis zu anderthalb Jahresgehältern
- Sie seien mit ihrer Lage außerordentlich zufrieden
- Der Heuervertrag wurde anders als anderswo alle 4 Jahre mündlich neu geschlossen
- Der Grundherr musste bei Not Hilfe leisten[8]

### Monographien
- Franz Bölsker-Schlicht: Sozialgeschichte des ländlichen Raumes im ehemaligen Regierungsbezirk Osnabrück im 19. und frühen 20. Jahrhundert unter besonderer Berücksichtigung des Heuerlingswesens und einzelner Nebengewerbe, in: Westfälische Forschungen 40/1990, Münster 1990, S. 223–250.
- Lisa Borker: Dalum und die Heuerleute. 2. Aufl. Sögel 1998.
- Johannes Drees: Die Bedeutung des Heuerlingswesens innerhalb der landwirtschaftliche Lohnverfassung, mit besonderer Rücksichtnahme auf die Verhältnisse im Kreise Osnabrück. Diplomarbeit, Universität Göttingen 1922.
- Johannes Drees: Arbeitsausgleich zwischen Industrie und Landwirtschaft dargestellt am Heuerlingswesen im Kreise Osnabrück, Diss. Göttingen 1924.
- Walter D. Kamphoefner/Peter Marschalck/Birgit Nolte-Schuster: Von Heuerleuten und Farmern. Die Auswanderung aus dem Osnabrücker Land nach Nordamerika im 19. Jahrhundert. (Kulturregion Osnabrück, Band 12), Bramsche 1999.
- Martin Meyer-Johann: Kritische Untersuchungen über das Heuerlingswesen, insbesondere die Einwirkungen der Kriegs- und Nachkriegszeit auf dasselbe in Minden-Ravensberg. Diss., Universität Halle-Wittenberg 1921.
- Birgit Nolte-Schuster/Jaap Vogel/Winfried Woesler/Arno de Jonge: Zur Arbeit nach Holland – Arbeitswanderung aus der Region Osnabrück zwischen 1750–1850. Osnabrück 2001.
- Heinrich Niehaus: Das Heuerleutesystem und die Heuerleutebewegung. Ein Beitrag zur Lösung der Heuerleutefrage. Verlag Kleinert, Quakenbrück 1924.
- Hans-Jürgen Seraphim: Das Heuerlingswesen in Nordwestdeutschland (= Veröffentlichung des Provinzialinstituts für westfälische Landes- und Volkskunde, Reihe I: Wirtschafts- und verkehrswissenschaftliche Arbeiten, Heft 5). Aschendorff Verlag, Münster 1948.
- Bernd Robben/Helmut Lensing: „Wenn der Bauer pfeift, dann müssen die Heuerleute kommen!“ – Betrachtungen und Forschungen zum Heuerlingswesen in Nordwestdeutschland, Haselünne, Studiengesellschaft für Emsländische Regionalgeschichte, 2014, ISBN 978-3-9818393-1-9 (10. Auflage Meppen 2021).
- Hans Triphaus: Das Heuerlingswesen im Nordteil des Altkreises Bersenbrück im ausgehenden 19. und im 20. Jahrhundert. Ein Beitrag zur Wirtschafts- und Sozialgeschichte des Osnabrücker Nordlandes (= Schriftenreihe des Kreisheimatbundes Bersenbrück Nr. 19). 3. Aufl. Verlag Thoben, Quakenbrück 1981, ISBN 3-921176-62-X.

### Aufsätze
- Wilhelm Brandhorst: Heuerlinge und Heuerlingshäuser in Hartum. Vom Heuerlingswesen in einem Dorfe des Mindener Landes. Mitteilungen des Mindener Geschichtsvereins, Jahrgang 51 (1979), S. 93–100.
- Werner Dobelmann: Ein altes Heuerlingsgeschlecht. In: Heimat gestern und heute. Mitteilungen des Kreisheimatbundes Bersenbrück, Bd. 11 (1963), ISSN 0440-6141.
- Josef Grave: Heuerleute, West-Ostsiedler, Rückwanderer. Auf den Spuren emsländischer Familien in Hinterpommern und Ostbrandenburg. In: Jahrbuch des Emsländischen Heimatbundes, Bd. 41 (1995), S. 330–342, ISSN 0448-1410.
- Christof Haverkamp: Die Heuerleutebewegung im 20. Jahrhundert im Regierungsbezirk Osnabrück. In: Studiengesellschaft für Emsländische Regionalgeschichte (Hrsg.): Emsländische Geschichte, Bd. 6 (1997), S. 89–107, ISSN 0947-8582.
- Heinrich Kuhr: Das Heuerlingswesen im Emsland und in den Nachbargebieten. In: Jahrbuch des Emsländischen Heimatvereins, Bd. 12 (1965), S. 60–72, ISSN 0448-1410.
- Helmut Lensing: Der „Verein Christlicher Heuerleute“ 1919 bis 1933. Eine bedeutende Interessenorganisation ländlicher Unterschichten im deutschen Nordwesten. In: Jahrbuch des Emsländischen Heimatbundes, Bd. 53 (2006), S. 45–90, ISSN 0448-1410.
- Ralf Weber: Zur Lage der Heuerleute in den Kreisen Vechta und Cloppenburg in der ersten Hälfte des 19. Jahrhunderts. In: Heimatbund für das Oldenburger Münsterland (Hrsg.): Jahrbuch für das Oldenburger Münsterland 2012. Vechta 2011, S. 115–134.
- Adolf Wrasmann: Das Heuerlingswesen im Fürstentum Osnabrück, in: Mitteilungen des Vereins für Geschichte und Landeskunde von Osnabrück, Teil I Bd. 42/1919, Osnabrück 1920, S. 52–171 und Teil II in Bd. 44/1921, Osnabrück 1922, S. 1–154.